# Kalle Norwald
Karl "Kalle" Erik Valdemar Norwald, född 17 juni 1986, är en svensk sexolog, terapeut och skribent.
Norwald är utbildad socionom i grunden. Han var en av initiativtagarna till HBTQ-ung på Södersjukhuset, landets första mottagning som riktar sig till unga homo-, bi-, trans- och queerpersoner. Sedan 2020 är han en av experterna i SVT:s program Gift vid första ögonkastet.
År 2022 debuterade Norwald som författare med  böckerna Undervisa om sexualitet, samtycke och relationer : Integrera i alla ämnen på Gothia Kompetens samt boken Tack, förlåt och skyll dig själv: Om att leva tillsammans och kanske lyckligt på Bazar förlag. Norwald driver även podden "Hur är det med sexlivet?" samt svarar på frågor och skriver om sex och samlevnad i media.
Norwald och hans make blev 2016 det första svenska samkönade paret i Sverige som blev godkända för att genomföra en internationell adoption via en organisation.